# Xystrota tumidaria
Xystrota tumidaria là một loài bướm đêm trong họ Geometridae.